# سسک‌نمای پشت‌توسی
سهره‌نمای پشت‌توسی (نام علمی: Hemispingus goeringi) نام یک گونه از سرده سسک‌نما است.